# Kanton Thueyts
Kanton Thueyts (fr. Canton de Thueyts) je francouzský kanton v departementu Ardèche v regionu Rhône-Alpes. Skládá se ze 13 obcí.

## Obce kantonu
- Astet
- Barnas
- Chirols
- Fabras
- Jaujac
- Lalevade-d'Ardèche
- Mayres
- Meyras
- Pont-de-Labeaume
- Prades
- Saint-Cirgues-de-Prades
- La Souche
- Thueyts